# ACO

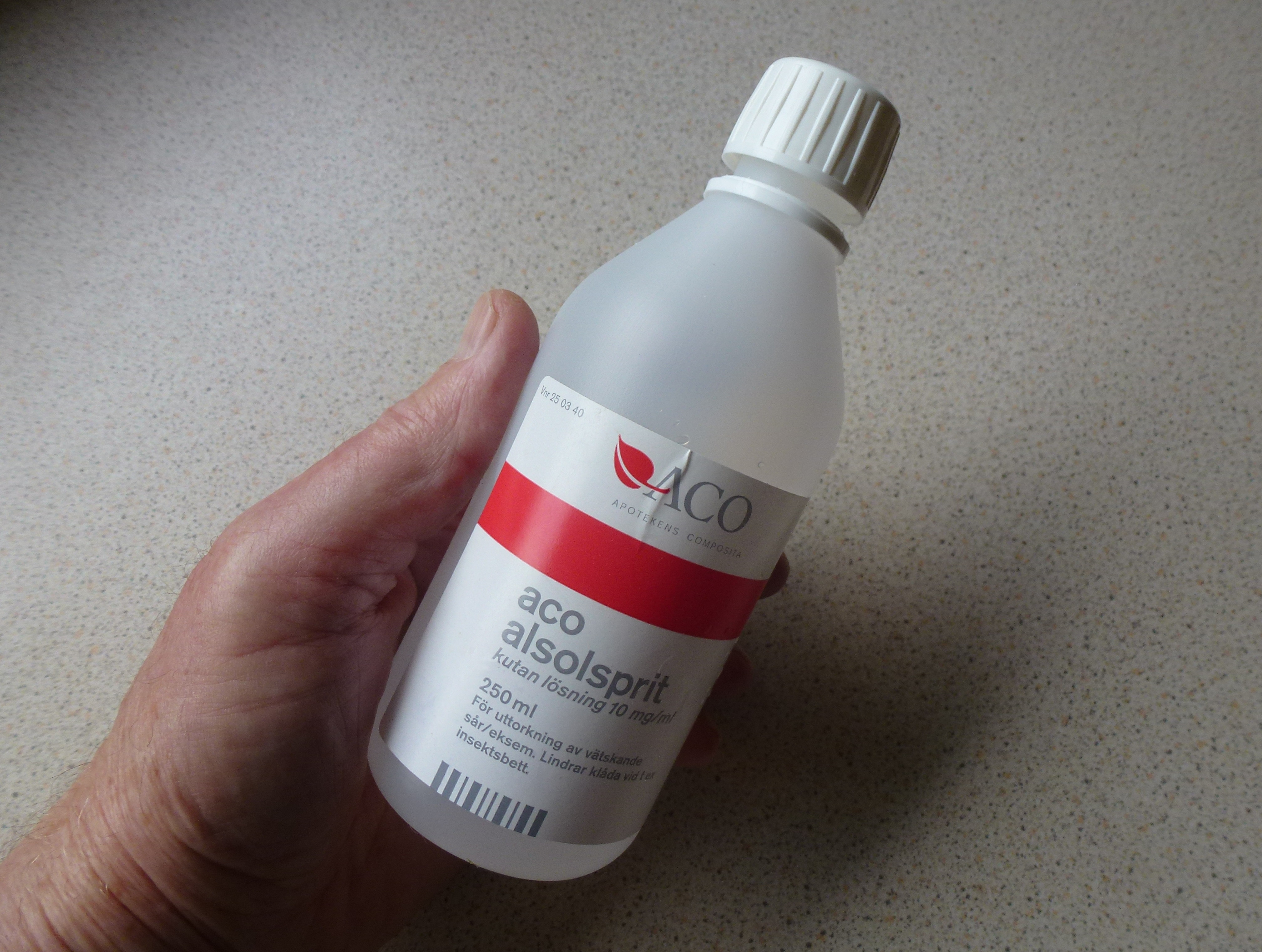
Flaska alsolsprit från ACO.

ACO är en förkortning för Apotekens Composita, ursprungligen Apotekarsocietetens varumärke från november 1938.
Benämningen composita beror troligtvis på att man förr i tiden skilde på pharmaca simplicia, enkla oberedda läkemedel, och pharmaca composita, sammansatta läkemedel.

## Bolag
ACO grundades 1939 av Apotekarsocieteten. Apoteken förstatligades 1971 och ACO blev det statsägda ACO Läkemedel AB som i början av 90-talet delades upp i ACO Läkemedel och ACO Hud. Det sistnämnda förvärvades av Oriflame, som sålde vidare till Altor. 2004 förvärvades ACO Hud av belgiska Omega Pharma, som ägs av Perrigo.
- 1 april 1972 överförs ACO Läkemedel AB från Apoteksbolaget AB till en enhet inom Kabi (numera Pfizer).[ifrågasatt uppgift]

- 1988 förvärvades ACO AB av Kabi.[3][ifrågasatt uppgift]